# Eugen von Ledebur

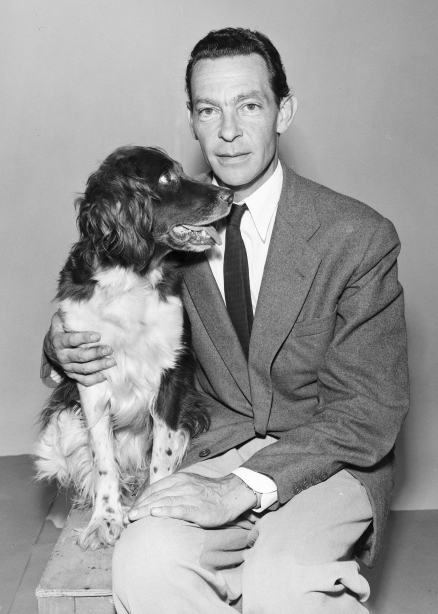
Eugen von Ledebur (1954)

Graf Eugen von Ledebur (* 7. September 1909 in Obersiebenbrunn; † 15. Mai 1973 in Alkoven (Oberösterreich)) war ein österreichischer Illustrator und Zeichner.

## Leben
Graf Eugen von Ledebur-Wicheln war das siebente und jüngste Kind von Graf Adolf von Ledebur-Wicheln und dessen Gattin Marie, einer geborenen Gräfin Resseguier. Er war Autodidakt und arbeitete zeitweise in Wien, wo er 1944 oder schon 1937 Maria (Czizek) Holst heiratete. Diese Ehe wurde 1954 geschieden.
Carl Zuckmayer berichtet, Eugen von Ledebur sei, ebenso wie sein Bruder Friedrich, häufig in Schloss Kammer bei Eleonora von Mendelssohn und ihrem Gatten Imre von Jeszenszky zu Gast gewesen. Laut Zuckmayer war er ein ingeniöser Tierzeichner, der ein entzückendes Hundebuch herausgebracht hatte und – mit Text seines Freunds Ferdinand Czernin – ein maliziöses Bestiarium der Salzburger Saisongesellschaft. Ferdinand Czernin war übrigens nicht nur sein Freund, sondern auch ein Cousin.

## Werke
- Mit Ferdinand Czernin, This Salzburg!, New York 1937.
- Mit Ferdinand Czernin, Jagdfibel, München ²1938.
- Mit Leo von Manteuffel, Das fröhliche Bestiarium, München 1939.
- Mit Margarete Rohrer, Ça c'est Paris, Innsbruck und Wien 1948.
- Heitere Hundekunde in Vers und Bild, Wien 1949.
- Mit Genevieve Fuchs, Sonne über Labrador. Leben und Taten eines großen Mannes, 1949.
- Fabel-Fibel, 1950.
- Mit Albert Messany, Birschen in Österreich, ³1951.
- Holzstraße 28. Geschichte und Geschichten um ein Grundstück – unseren Freunden erzählt, München 1957.
- Mit Georg Uhrmann, Die Gefangenen des Tigers, 1958.
- Mit Leo von Manteuffel, Die Jagdabenteuer des Herrn Fabian Bum, Professor am Staatsgymnasium zu Bimmelburg, sein Werdegang und wunderbare Wandlung zum Jünger Dianas, sowie die Taten seines getreuen Jagdgefährten Waldi, ²1960.
- Kalte Schnauzen, heiße Herzen, Wien 1961.
- Krumme Federn, München 1965.
- Mit Gitta Graf-Khittel, Humor aus Österreich. Von Abraham a Santa Clara bis Waggerl, Innsbruck und Frankfurt am Main 1969.
- Da hat doch einer dran gedreht. Die Bemühungen des Homo Sapiens, den richtigen Dreh zu finden, hg. von Bayerische Schrauben- und Federnfabriken, Schwabach bei Nürnberg, um 1970.